# Idioma pangasinense
El idioma pangasinense, pangasinano o pangasinán es una lengua que pertenece al grupo malayo-polinesio de la familia austronesia. El pangasinán es hablado por más de dos millones de personas en la provincia de Pangasinán (Filipinas) y en otras comunidades pangasinenses del país, así como por numerosos inmigrantes a los Estados Unidos, particularmente en la bahía de San Francisco en el estado de California que posee una importante comunidad filipina.